# Dante Boninfante
Dante Boninfante (Battipaglia, 7 de março de 1977) é um jogador de voleibol da Itália que compete pelo M. Roma Volley e pela seleção italiana, com a qual conquistou a medalha de bronze nos Jogos Olímpicos de 2012.